# Grafos de Chang
En teoría de grafos, los grafos de Chang son un conjunto de tres grafos no dirigidos 18-regulares, cada uno de ellos conformado por 28 vértices y 168 aristas.